# اینتورسورا بوزئولو
شهر اینتورسورا بوزئولو (به رومانیایی: Întorsura Buzăului) در شهرستان کوواسنا در کشور رومانی واقع شده‌است. جمعیت این شهر ۹٬۰۸۱ نفر  است.

## نگارخانه

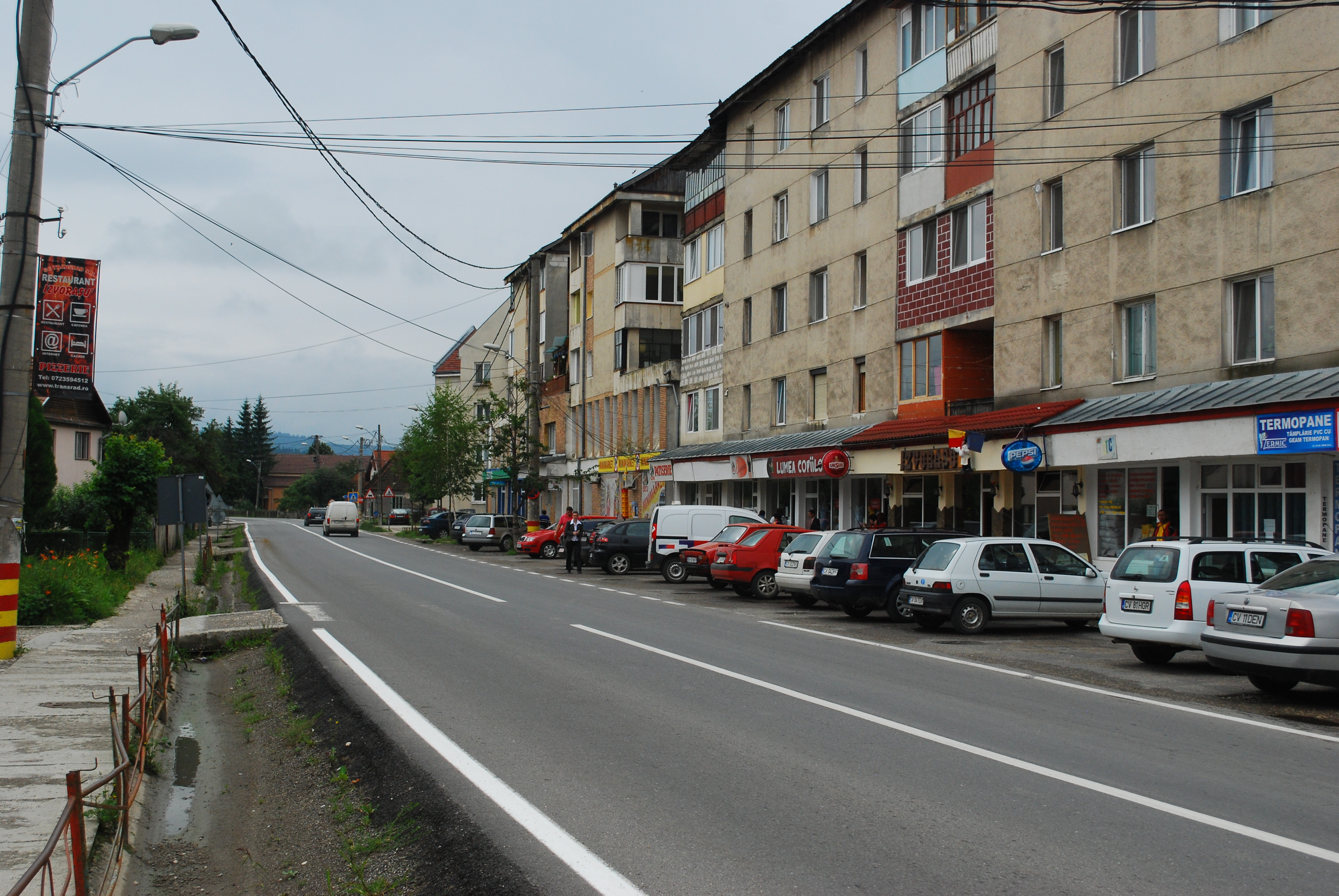